# أنتوني إيفانز
أنتوني إيفانز (6 ديسمبر 1942 بديربان في جنوب أفريقيا - 19 أغسطس 2016 في جنوب أفريقيا) (بالإنجليزية: Anthony Evans)‏ هو لاعب كريكت جنوب أفريقي.

## وصلات خارجية
- أنتوني إيفانز على موقع إي آس بي آن كريك إنفو (الإنجليزية)